# Шидерты (Карагандинская область)
Шидерты (каз. Шідерті) — село в Осакаровском районе Карагандинской области Казахстана. Административный центр и единственный населённый пункт Шидертинского сельского округа. Находится примерно в 75 км к востоку от районного центра, посёлка Осакаровка. Код КАТО — 355689100.

## Население
В 1999 году население села составляло 677 человек (344 мужчины и 333 женщины). По данным переписи 2009 года, в селе проживало 209 человек (113 мужчин и 96 женщин).